# شریک‌آباد (ریگان)
شریک‌آباد، روستایی در دهستان ریگان بخش مرکزی شهرستان ریگان در استان کرمان ایران است.

## جمعیت
بر پایه سرشماری عمومی نفوس و مسکن در سال ۱۳۹۵، جمعیت این روستا برابر با ۶۸۲ نفر (۱۸۷ خانوار) بوده است.